# Zlatý glóbus za nejlepší hudbu

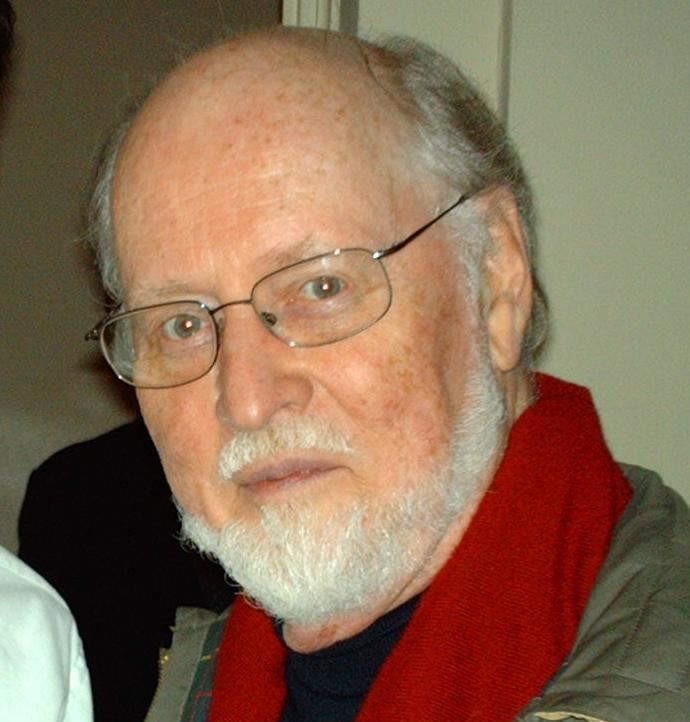
John Williams v "Boston Symphony Hall" poté, co dirigoval "Boston Pops". - Květen 2006

Zlatý glóbus za nejlepší hudbu od roku 1947 každoročně uděluje Asociace zahraničních novinářů v Hollywoodu (angl. Hollywood Foreign Press Association zkratka HFPA) na slavnostním ceremoniálu Zlatých glóbů. Výjimkou byly roky 1953 – 1958, 1963 a 1981. 

Nejvíc cen (4) získali John Williams, Dimitri Tiomkin a Maurice Jarre, následujíc Alanem Menkenem, který získal tři. Dimitri Tiomkin si odnesl i Speciální cenu za počiny v letech 1954 a 1956. Stejně tak byl oceněn Hugo Friedhofer v roce 1957. 

Následující seznam obsahuje jména vítězných skladatelů a filmů, za které byli oceněni. Rok u jména znamená rok vzniku filmu; nikoliv rok, kdy se konal slavnostní ceremoniál. Má-li film český distribuční název, je uveden pod ním.

## Vítězové

### 1947–1950
- 1947: Max Steiner – Life With Father
- 1948: Brian Easdale – Červené střevíčky
- 1949: John E. Green – The Inspector General
- 1950: Franz Waxman – Sunset Blvd.

### 1951–1960
- 1951: Victor Young – A September Affair
- 1952: Dimitri Tiomkin – V pravé poledne
- 1959: Ernest Gold – Na břehu
- 1960: Dimitri Tiomkin – Alamo

### 1961–1970
- 1961: Dimitri Tiomkin – Děla z Navarone
- 1962: Elmer Bernstein – Jako zabít ptáčka
- 1964: Dimitri Tiomkin – Pád říše římské
- 1965: Maurice Jarre – Doktor Živago
- 1966: Elmer Bernstein – Havaj
- 1967: Frederick Loewe – Camelot
- 1968: Alex North – The Shoes of the Fisherman
- 1969: Burt Bacharach – Butch Cassidy a Sundance Kid
- 1970: Francis Lai – Love Story

### 1971–1980
- 1971: Isaac Hayes – Detektiv Shaft
- 1972: Nino Rota – Kmotr
- 1973: Neil Diamond – Racek Jonathan Livingston
- 1974: Alan Jay Lerner, Frederick Loewe – Malý princ
- 1975: John Williams – Čelisti
- 1976: Kenneth Ascher, Paul Williams – Zrodila se hvězda
- 1977: John Williams – Star Wars: Epizoda IV – Nová naděje
- 1978: Giorgio Moroder – Půlnoční expres
- 1979: Carmine Coppola, Francis Ford Coppola – Apokalypsa
- 1980: Dominic Frontiere – V roli kaskadéra

### 1982–1990
- 1982: John Williams – E.T. – Mimozemšťan
- 1983: Giorgio Moroder – Flashdance
- 1984: Maurice Jarre – Cesta do Indie
- 1985: John Barry – Vzpomínky na Afriku
- 1986: Ennio Morricone – Mise
- 1987: David Byrne, Rjúiči Sakamoto, Cong Su – Poslední císař
- 1988: Maurice Jarre – Gorily v mlze
- 1989: Alan Menken – Malá mořská víla
- 1990: Richard Horowitz, Rjúiči Sakamoto – Pod ochranou nebe

### 1991–2000
- 1991: Alan Menken – Kráska a zvíře
- 1992: Alan Menken – Aladin
- 1993: Kitaró – Nebe a země
- 1994: Hans Zimmer – Lví král
- 1995: Maurice Jarre – Procházka v oblacích
- 1996: Gabriel Yared – Anglický pacient
- 1997: James Horner – Titanic
- 1998: Burkhard Dallwitz, Philip Glass – Truman Show
- 1999: Ennio Morricone – Legenda o "1900"
- 2000: Lisa Gerrard, Hans Zimmer – Gladiátor

### 2001–2010
- 2001: Craig Armstrong – Moulin Rouge
- 2002: Elliot Goldenthal – Frida
- 2003: Howard Shore – Pán prstenů: Návrat krále
- 2004: Howard Shore – Letec
- 2005: John Williams – Gejša
- 2006: Alexandre Desplat – Barevný závoj
- 2007: Dario Marianelli – Pokání
- 2008: Allah Rakha Rahman – Milionář z chatrče
- 2009: Michael Giacchino – Vzhůru do oblak
- 2010: Trent Reznor, Atticus Ross – Sociální síť

### 2011–2020
- 2011: Ludovic Bource – Umělec
- 2012: Mychael Danna – Pí a jeho život
- 2013: Alex Ebert – Vše je ztraceno
- 2014: Jóhann Jóhannsson – Teorie všeho
- 2015: Ennio Morricone – Osm hrozných
- 2016: Justin Hurwitz – La La Land
- 2017: Alexandre Desplat – Tvář vody
- 2018: Justin Hurwitz – První člověk
- 2019: Hildur Guðnadóttir – Joker
- 2020: Trent Reznor, Atticus Ross a Jon Batiste – Duše

### 2021–2030
- 2021: Hans Zimmer – Duna
- 2022: Justin Hurwitz – Babylon
- 2023: Ludwig Göransson – Oppenheimer
- 2024: Trent Reznor, Atticus Ross – Rivalové